# 司馬駿
司馬 駿（しば しゅん、拼音: Sīmǎ jùn）は、中国三国時代の魏から西晋にかけての武将であり西晋の皇族。司馬懿の第7子。生母は伏貴妃。司馬師・司馬昭の異母弟。司馬亮・司馬伷・司馬京の同母弟。司馬榦・司馬肜・司馬倫の異母兄。子は司馬暢・司馬歆ら10人。
西晋の南を守った羊祜とともに西晋の西を守った。要職を歴任し、幾度も西方の異民族の反乱鎮圧で大功を立てた。

## 生涯
司馬駿は幼い頃から聡明で親切で、すでに5、6才の頃に文を書いて文書を解釈しながら経典を朗読することができた。
景初3年（239年）に斉王の曹芳が皇帝に即位すると、幼年でありながら散騎常侍侍講となり、ほどなく歩兵校尉や屯騎校尉になったが、散騎常侍の官位はもとのままだった。
平陽郷侯に進爵し、地方に出て仮節・都督淮北諸軍事・平南将軍になり、平寿侯に改封されて安南将軍に異動した。
咸熙元年（264年）、東牟侯にうつり、安東大将軍に昇進し、許昌を鎮守した。
泰始元年（265年）12月、汝陰王に進封し、食邑は一万戸で、都督豫州諸軍事となった。
泰始4年（268年）11月、大司馬の石苞が謀略を受けて司馬望に討伐される状況に至ったが、司馬駿が孫鑠に助言をして、石苞は軍権を出して謝罪した。呉の武将の丁奉らが芍陂に進軍した。太尉·義陽王の司馬望が到着する前に安東将軍・汝陰王の司馬駿がこれを攻撃、敗走させた。使持節・都督揚州諸軍事にうつり、石苞に代わって寿春を守った。すぐに都督豫州諸軍事に戻って、許昌に帰還した。
泰始6年（270年）7月、使持節・鎮西大将軍・都督雍涼等州諸軍事に昇進して、禿髪樹機能の反乱鎮圧に失敗し職を解かれた兄の汝南王の司馬亮に代わって関中を鎮守し、袞冕侍中の服を加えられた。部下と諸葛亮の人物論を交わしたという。
司馬駿は民衆を心服させるのが上手で、威服と恩恵があり、農業を押し進め、士卒と苦役を分け合い、自分や同僚並びに将帥兵士にいたるまで私有地を十畝に限定し、詳細を上表した。詔がすべての州県に遣わされ、各自が農作業をおこなうことになった。一方、まだ反乱に同調しなかった鮮卑の首領若羅抜能と和親を結び、禿髪樹機能を牽制した。
泰始10年（274年）8月、涼州の蛮族が金城郡に侵攻した。鎮西大将軍・汝陰王の司馬駿がこれを討伐し、その首領の乞文泥らを斬首した。
咸寧元年（275年）5月、禿髪樹機能らが挙兵し、鎮西大将軍・汝陰王の司馬駿が北胡を討伐し、三千あまりの首級を挙げした。
6月、司馬駿は西域戊己校尉の馬循を送り、裏切った鮮卑胡を討伐し、乱を鎮圧し、其渠帅を斬首。
咸寧二年（276年）5月、司馬駿は北胡を撃退し、その首領吐敦を斬首。
7月、鮮卑の阿羅多が国境を侵した。司馬駿は西域戊己校尉の馬循と共に各地で鮮卑らを破っていく。4000人を殺し、9000人の捕虜を捕らえ、阿羅多の降伏を受けた。
10月、汝陰王の司馬駿を征西大将軍とし、鉅平侯羊祜を征南大将軍とし、この二人には府を開いて招聘することが許され、儀同三司となり、使持節・都督雍涼等州諸軍事はもとのままとされた。
さらに司馬駿に詔が下され、七千人が派遣されて涼州の守備兵と交代になった。禿髪樹機能や侯弾勃たちは先に屯田兵を攻撃しようと企てたが、司馬駿は平虜護軍文鴦に命じて涼州・秦州・雍州の諸軍を率いて各の駐屯地に進軍させて、慰撫させた。
咸寧3年（277年）、禿髪樹機能は配下の二十部を遣わし、侯弾勃は後ろ手を縛って投降し、両者は子を人質として差し出した。安定郡・北地郡・金城郡の諸胡の吉軻羅・侯金多や北虜の熱冏などは二十万の民衆を連れて帰順した。
この年入朝し、8月 21日、扶風王に移封され、さらに国境周辺に住む氐族の戸数を増封され、羽葆・鼓吹を賜った。
太康初（280年~286年）、驃騎将軍に昇進し、開府・使持節・都督雍涼等州諸軍事はもとのままとされた。
司馬駿は親孝行で、母の伏太妃が兄の司馬亮の赴任に従ったとき、司馬駿はいつも涙を流して母を思慕し、もし病気だと聞くと、心配のあまり絶食し、あるときは官に職務を委ねて母のもとを訪ねた。幼い頃から学を好み、著作をよくし、荀顗と仁と孝の前後に関して論じ、文章も評判が高かった。したがって、司馬駿は西晉宗室内で最高の俊傑と期待されたが、この評価は結果的に司馬駿の行動にぴったり合うようになった。
太康3年（282年）、武帝が皇弟の斉王の司馬攸を封国に追い出そうとした際には武帝を諌めたが聞き入れられず、そのため発病したという。
太康7年（286年）、匈奴族の都大博・萎莎などが合流し、おおよそ十万の民に及ぶ各自の部族を率いて扶風王の司馬駿のもとに来て、臣従した。
9月戊寅（286年11月2日）、54歳で死去し、仮黄鉞・大司馬・侍中を追贈された。
西方地域は司馬駿が薨じたと聞くと、泣く者は道に溢れ、民衆は司馬駿のために碑を建てた。長老は碑を見ると拝礼しないことはなかった。司馬駿が死後に遺した仁徳はこのようなものであったのだ。十人の子がいて、中でも順陽王の司馬暢・新野王の司馬歆が最も有名だった。
学問を好み封国で善政を敷いたので、死後に彼を悼んで各地で碑が建てられた。
彼の子孫は永嘉の乱で殺されるか行方不明になっている。

## 逸話
孫鑠は、若くして県吏となり、太守の胡奮の主簿（会計係）になった。孫鑠は血筋が賤しかったから、名族の同僚たちは、孫鑠に同座を与えなかった。胡奮は大いに怒り、孫鑠を推薦して、司隸都官の從事にした。司隸校尉の劉訥は、孫鑠をとても評価した。
ときの胡奮は、大司馬の石苞にも、孫鑠を推薦した。石苞は、孫鑠を掾とした。
孫鑠が石苞のところに行こうとして、許昌に着いた。許昌では、石苞の謀叛を疑い、ひそかに軽軍を率いて石苞を襲う準備をしていた。
このとき汝陰王の司馬駿が、許昌に出鎮していた。孫鑠は、汝陰王と会った。汝陰王は、孫鑠のことを知っていた。同里のよしみで（皇族の司馬氏も河内郡出身）、孫鑠に耳打ちした。「禍を與う無し」、石苞の禍に巻き込まれる必要は無いと知らせ、石苞討伐が目的であることを伝えた。
しかし孫鑠はすぐに許昌を出て、寿春まで馳せた。孫鑠は、抵抗せず都亭（郡役所の建物）で罪状を言い渡されるのを待つよう石苞に進言した。結果として、石苞は免官され洛陽に召還されたが、謀叛の疑いは晴れた。孫鑠は尚書郎に遷った。尚書郎に在職のとき、駁議は十有餘事を提出した。同時代の人に称えられた。
劉寶はかつて犯罪を犯したであり、司馬駿は彼を500疋の布で身代わりとした後、その後彼を從事中郎に任命したが、それは当時美しいことだと考えられた。
孫楚は若くから卓越した才能があったが、自分の能力を誇るところがあり、人を見下して傲慢な性格で評判が良くなかった。 自分の才能に誇りを持っていた孫楚は、石苞、郭奕などを見下して紛争を起こし、司馬炎（武帝）もその仲裁に気苦労したという。その後、征西将軍になっていた旧知の扶風王の司馬駿に招かれ、その参軍となった。
石苞の息子である石統が扶風王の司馬駿にあえて逆らうことが発生すると、石統の弟である石崇が兄の罪を代わりに謝罪した。

## 評価
扶風王の駿は文教をよく宣揚し、同時に孝道を実践したので、宗室の中でも最も賞賛に値する者である。関中を治める間、善政を施したため、民にも名望が高かった。
司馬駿は彼の家門でも稀有な人材と評価された。 彼に注目していた魏明帝の曹叡が司馬駿に注目し、彼は8歳という若さで早くから官職に進出したが、ちょうど皇帝に即位したばかりの曹芳の教育を担当した。 その他にも曹魏の名士である荀顗との討論で世間に注目されるなど、司馬駿はすでに幼い頃から嘱望される人物だった。
その後、司馬駿は文章として名を馳せた幼年期とは異なり、武官職に任官した。軍功を立派に立て、大活躍したが、その詳しい過程は以下の通りである。
まず、石苞の更迭により寿春城に指揮官が不在の状況をねらって、丁奉は司馬望の支援軍が到着する前に芍陂に攻め込んだが、むしろ司馬駿が丁奉と諸葛靚を迎撃し、吳軍を打ち破った。この時の功績で司馬駿は西晋の朝廷から注目を集め、これは後日、禿髪樹機能が起こした反乱鎮圧に彼が投入される土台になった。
司馬駿が呉の軍隊を撃退してから1年が経過した頃、北へと手を伸ばす晋帝国の動きに対し、北地胡の首領禿髪樹機能が多数の異民族とともに反乱を起こした。
まず動きがあったのは涼州であった。涼州刺史の蘇愉が、武威郡の西方の金山で禿髪樹機能らを迎撃したが、敗れて戦死した。羌胡はそのまま秦州へと圧力をかけ始め、秦州と涼州の連絡を断ち切ろうとした。
この動きに対し、朝廷は秦州刺史の胡烈を討伐に向かわせるとともに、都督の司馬亮にそれを支援させた。胡烈は西方へと向かうため、高平川を北に進み、温水を渡って武威へと向かったが、その途上、万斛堆にて白虎文率いる敵の大軍と遭遇した。胡烈は力戦したものの、衆寡敵せず敗死した。また、この時胡烈の後方にあった将軍の劉旂らは、羌胡に怯えて進軍できず、結果的に胡烈を孤立させ、その敗北の原因となった。
これにより、都督司馬亮は更迭され、都督秦州諸軍事として石鑒が派遣された。そして、司馬亮の弟であり、許昌を守っていた司馬駿が都督雍凉二州諸軍事に任命され、禿髪樹機能の討伐に乗り出した。また、蘇愉の後任として牽弘が涼州刺史となり、彼らと共に西方へと派遣された。
石鑒がこの討伐に乗り出した時、石鑒は彼の副官だった杜預と意見の違いで不和が生じ、彼を陥れて首都に押送した。 その後、石鑒一人で禿髪樹機能を迎撃したが、かえって惨敗し、辛うじて命拾いした石鑒はこれを挽回しようとして功績を虚偽に誇張して朝廷に報告したが、結局事実が発覚したため免職された。
司馬駿が関中を守る間, 牽弘は涼州刺史の官にあり、鮮卑族の侵攻を迎え撃ったが、逆に禿髪樹機能らの包囲を受け、敗死した。その影響で司馬駿が司令官職から更迭された。
禿髪樹機能、彼を相手に鎮圧に乗り出した胡烈、牽弘など宿將たちが、むしろ続々と敗北して死に、司馬亮、石鑒など反乱鎮圧に失敗して更迭される者が続出する間、関中を守る途中で牽弘の突然の戦死による責任で免職された司馬駿は洛陽に戻っていた。しかし、都督後任に内定した賈充が司令官職を回避すると、再び司馬駿に機会が訪れた。
司馬駿は前回の失敗を教訓に戦線を固着状態にし、禿髪樹機能の勢いをくじくようにした。以後に、司馬駿は相手に唯一、禿髪樹機能を相手に連戦連勝を収め、異民族20万人の帰順を得ることに成功した。
以後、司馬駿が扶風王に封じられて中央に入朝し、関中に司令官が不在の間に西晋の宿将楊欣が若羅拔能に逆らって飛びかかって敗れて死ぬこともあった。
つまり、この当時、西側の異民族は単なる辺境の蛮族ではなく、呉よりさらに脅威的な勢力であり、禿髪樹機能が西晋の朝廷を当惑させた人物であることは確かだった。 しかし、司馬駿だけが落ち着いて対応し、優れた活躍でこれを防ぎ、後日、馬隆が禿髪樹機能を完全に討伐するのに大きく役立った。
ちなみに、このように軍功を立てただけでなく、司馬駿はかつて彼の兄である司馬師を死に至らしめ、司馬昭に対抗したことのために西晋に投降して以来、司馬氏から敬遠されていた文鴦を適切な時期に果敢に起用する姿を見せた。
特に、司馬駿は文鴦の起用の件を除いても、かつて卑賤な出身のため貴族の子弟から軽んじられていた孫鑠を先に知り、私情で彼を危機から救い出したとか、罪を犯して労役した劉宝に代わって罪を償い自分の從事中郎にしたとか、傲慢で周囲と不和を起こしたその孫楚も司馬駿とは親しかったという点でこのような逸話などから考えると司馬駿の人柄は高く評価に値する。
また、司馬駿が司馬攸の左遷を唯一反対した宗室の人員という点を考えれば、相当な政治的状況判断と所信を備えていたことがわかる。
ただし、司馬駿は彼が成し遂げた業績に比べて大衆的な認知度がかなり低い方だ。司馬駿が10年近く関中を守る間は辺境の異民族を鎮圧することが司馬駿の主な舞台であり、本来ならば司馬駿も参戦しなければならなかった代吳征伐も時間がかなり経っていたため、すでに司馬駿なしに作戦が構成された。
そのため、司馬駿が征伐にあえて参戦するには無理な状況だった。そうして、代吳征伐は羊祜の作戦に基づいて行われ、杜預と王濬が直接軍を率いて長江を渡って破竹の勢いで突破すると、ついに吳の末帝の孫皓の降伏を得た。このような理由から、武廟六十四将には代吳征伐を主導した羊祜、杜預、王濬が含まれた反面、司馬駿は含まれなかった。 また、三国志演義においても司馬駿は名前すら言及されなかった。
それでも一つ確かな点は、たとえ司馬駿が有名ではないにもかかわらず、彼の父親である司馬懿より優れた人柄を持つと同時に、同等の軍才を持っていると評価される。